# Saturday Evening Puss
«Суботня вечірка» (англ. Saturday Evening Puss) — 48-й епізод серії короткометражних мультфільмів «Том і Джеррі», випущений 14 січня 1950 року.

## Сюжет
Вечір суботи. Том стежить за Місс Пара Капців. Вона прикрашається і робить манікюр. Коли вона йде, Том спочатку вдає, що спить, а потім кличе своїх друзів — вуличних котів на вечірку.
Котячий квартет щосили веселиться, граючи в будинку композицію Лайонела Хемптона «Jack the Bellboy». Том роздає своїм друзям закуски. Після цього Том приєднується до котячого тріо.
Джеррі ніяк не може заснути через музику. Він йде до Тома і скаржиться, що не може заснути. Безумство ненадовго призупинилось. Але коти не мають наміру здаватися. Вони кидаються в погоню за мишеням, але спочатку зазнають поразок…
Нарешті, вони ловлять Джеррі, який застряг у жалюзі, замотавши його мотузкою для підняття жалюзі. Коти продовжують веселитися. Замотаний Джеррі розгойдується на мотузці і перелітає на стіл з телефоном. Він дзвонить Місс Пара Капців, що грає в бридж у клубі «Щаслива сімка».
По телефону вона чує гучну музику зі свого будинку, мчить додому і виганяє котячий квартет. Вона сідає на край крісла і вмикає на грамофоні ту саму музику. Для Джеррі це — кошмар, адже звучить та сама музика.
У 1960-х роках команда Чака Джонса переробила цю серію. У цьому епізоді Місс Пара Капців замінено білою жінкою, яку озвучила Джун Форей. У цій версії багато відмінностей від оригіналу, наприклад, коли Джеррі дзвонить господині Тома, вона не грає в бридж, а танцює з молодим чоловіком. Проте, обличчя господині не показали, була лише тінь. Також прибрано репліку Джеррі, де він кричить Тому «Стоп! Я тут намагаюся заснути, а твої пацани тут… БАНГ! БАНГ!».

## Факти
- Це єдиний епізод, де можна побачити обличчя Місс Пара Капців повністю (коли вона мчить у будинок).
- Одна із серій, де обидва головних герої програють.
- Це перший з двох епізодів, де Том бере участь спільно з котячим тріо в складі Бутча, Топсі й Блискавичного, другий — Smarty Cat.